# Agim Qirjaqi
Agim Qirjaqi (ur. 27 stycznia 1951 w Tiranie, zm. 28 marca 2010 w Tiranie) – albański aktor i reżyser.

## Życiorys
Ukończył studia aktorskie w Instytucie Sztuk w Tiranie w 1973 r. Po studiach rozpoczął pracę w Teatrze Ludowym (alb. Teatri Popullor). W teatrze tym zasłynął kreacjami aktorskimi w repertuarze szekspirowskim, a także w sztukach Becketta. W tym samym teatrze reżyserował Fando i Lis Arrabala, Wroga Ludu Ibsena, a także Ryszarda III W.Szekspira. Sztukę Fando i Lis przetłumaczył na język albański. W 1976 ukończył kurs dla reżyserów teatralnych organizowany przez Instytut Sztuk w Tiranie i w latach 1978–1981 pracował jako reżyser w albańskiej TV.  W latach 2002–2003 był dyrektorem Teatru Narodowego w Tiranie.
W latach 1989–1991 odbywał staż aktorski w Il Picolo Teatro w Mediolanie, a także w Teatro Eliseo w Rzymie.
Karierę filmową rozpoczął od roli profesora w Rruge te bardha (Białe drogi) w 1974 r. Zagrał potem jeszcze 19 ról filmowych. W 1977 otrzymał główną nagrodę na II Festiwalu Filmów Albańskich za rolę dyrektora w filmie Lulekuqet mbi mure. W polsko-albańskiej koprodukcji Kolonel Bunker partnerował Annie Nehrebeckiej. W 1979 wyreżyserował film Dorina.
W 1992 został pierwszym prezesem Stowarzyszenia Aktorów Albańskich. Uhonorowany tytułem Zasłużonego artysty (alb. Artist i merituar). Zmarł 28 marca 2010 po długiej chorobie w wieku 59 lat. Imię aktora nosi jedna z ulic w Tiranie.

## Filmografia
- 1974: Rruge te bardha (Białe drogi) jako profesor
- 1976: Lulekuqet mbi mure (Czerwone maki na murze) jako dyrektor
- 1976: Dimri i fundit (Ostatnia zima) jako niemiecki dowódca
- 1976: Përballimi jako wicedyrektor fabryki
- 1978: Kur hidheshin themelet jako Halil Nure
- 1979: Radiostacioni (Radiostacja) jako pisarz
- 1980: Sketerre 43 jako profesor
- 1981: Agimet e stinës së madhe jako delegat Astrit
- 1981: Në prag të lirisë (U progu wolności) jako Lumo Skendo
- 1983: Apasionata jako nauczyciel Jani
- 1987: Tela për violinë jako Muço
- 1987: Rrethi i kujtesës (Krąg pamięci) jako dr Artan
- 1988: Stolat në park jako Aleks
- 1988: Misioni përtej detit jako Jani
- 1998: Dasma e Sakos (Ślub Sako) jako adwokat
- 1998: Kolonel Bunker (Pułkownik Bunkier) jako pułkownik Muro Neto
- 2001: Parullat (Hasła) jako dyrektor szkoły
- 2004: I dashur armik (Mój drogi wróg) jako Ethem
- 2004: Vals jako muzyk
- 2009: Kronike provinciale